# La Pyramide inachevée
La Pyramide inachevée est un roman de Guy Rachet publié en 1998. C'est le troisième tome de la pentalogie Le Roman des Pyramides.

## Résumé
L'intrigue du roman se déroule en Égypte ancienne dans l'Ancien Empire de la IVe dynastie, sous le règne du pharaon Khéops, au XXVIe siècle av. J.-C.
Selon les vœux de Khéops, Didoufri, fils de Noubet, est intronisé. Il envoie Hori, fils de Mérititès, chercher du cèdre à Byblos. Son équipage l'abandonne en Phénicie où il est capturé par des bédouins qui l'emmènent à Arad où il est vendu comme esclave. Hénoutsen retrouve Persenti, aimée d'Hori, et l'emmène en Éléphantine chez Khéfren. Hori est emmené à Gomorrhe, au bord de la mer morte, et est utilisé comme scribe. 
En Égypte, on annonce qu'il est mort. Hori est adopté par Khizirou, propriétaire de mines de sel à Sodome où Hori affranchit les esclaves, mais ceux-ci refusent. Didoufri tue sa mère, Noubet, puis repousse une attaque de Khéphren. Khentetenka fait tuer son mari Didoufri et proclame Khéphren roi.